# Campana de Cheonheungsa

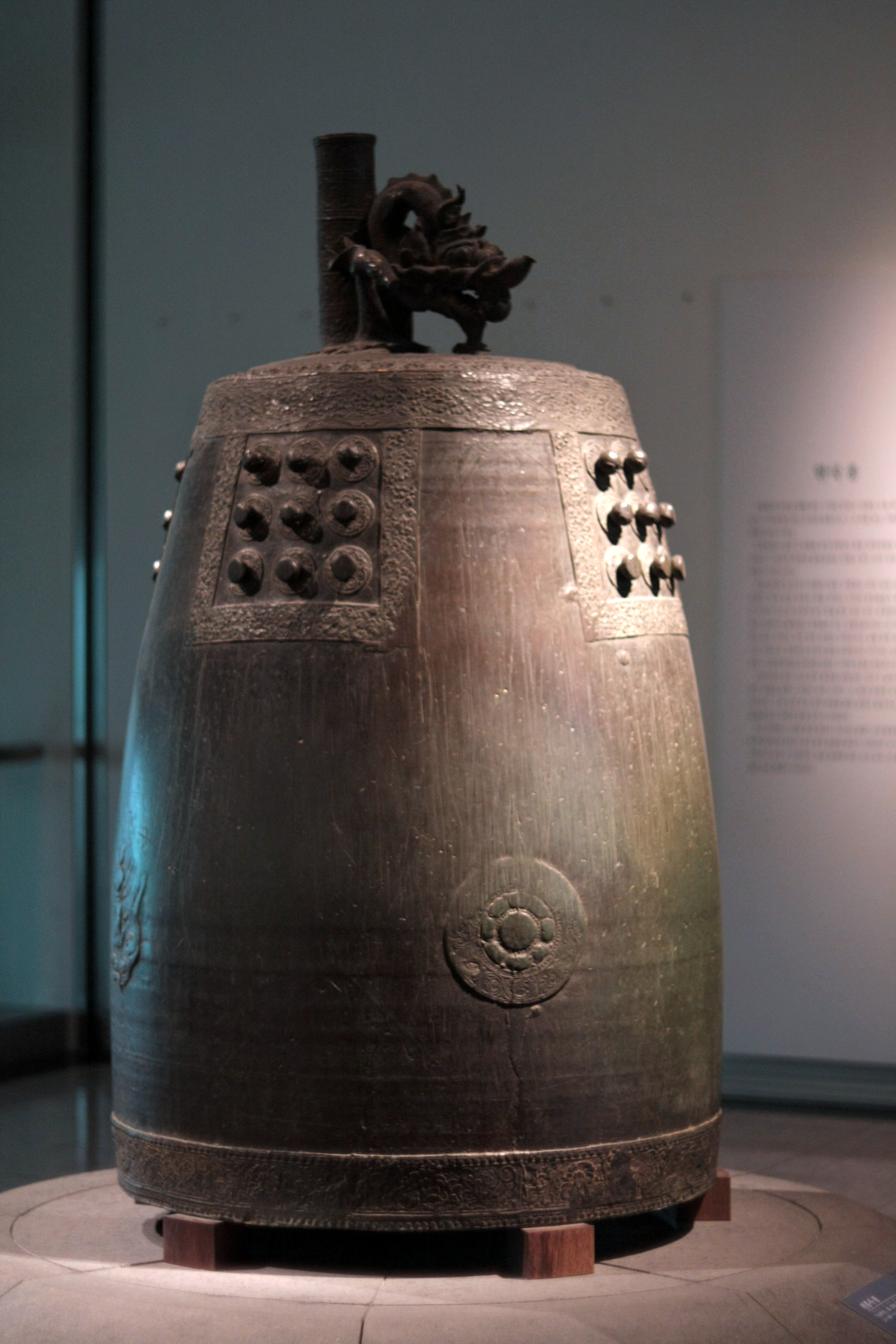
Campana de Cheonheungsa
Hangul: 성거산 천흥사명 동종

Campana de Cheonheungsa es desde el Templo Cheonheungsa cerca Seonggeo Montaña en Chungcheongnam-do Provincia. La Campana de Cheonheungsa es considerado como una de las campanas más grandes y bellas de la época Goryeo. La campana está en la lista en el número 280 en los "Tesoros Nacionales de Corea del Sur". Está hecha de bronce y tiene una altura de 1.33m, con una entrada de la campana de 0.96m.

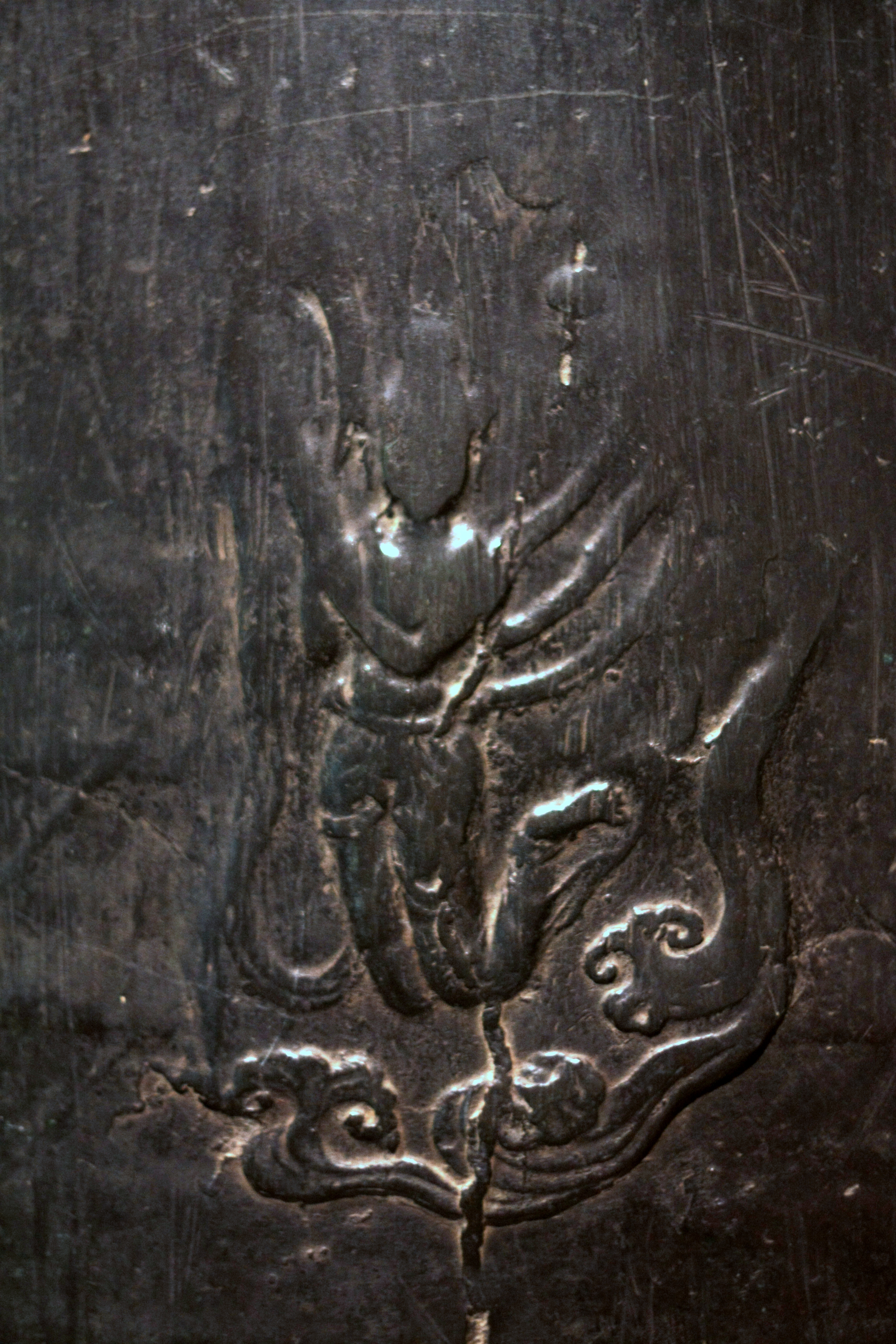
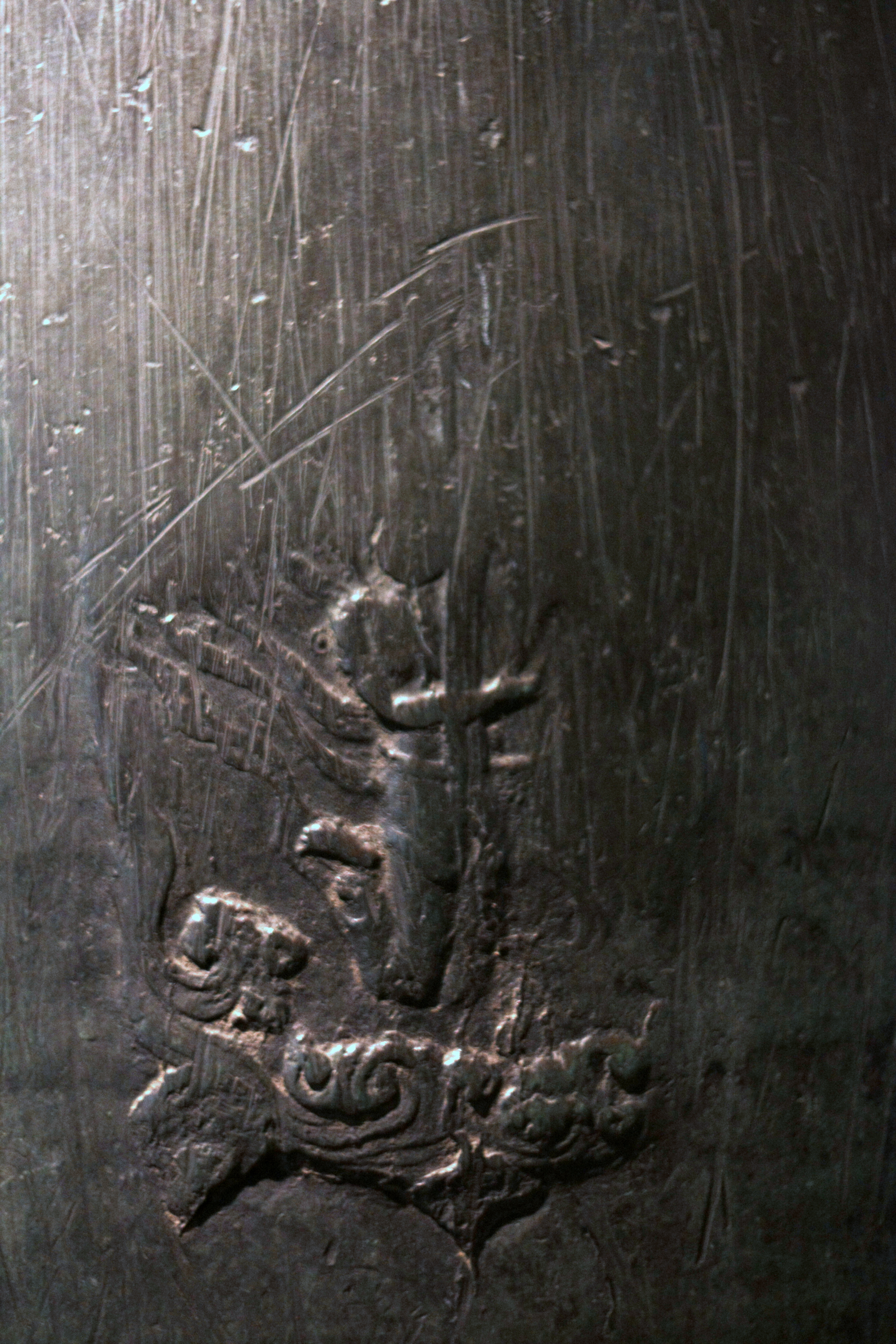
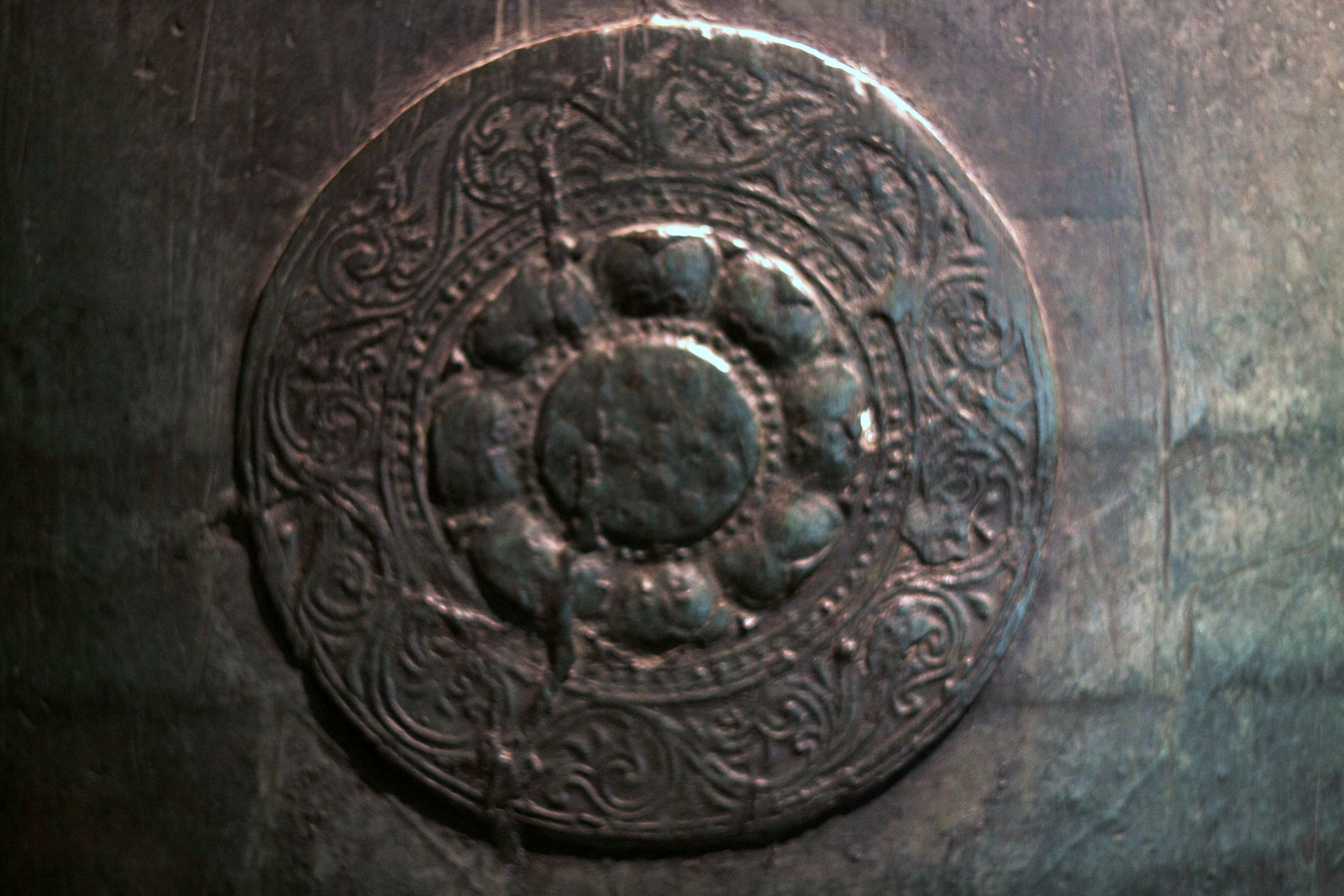
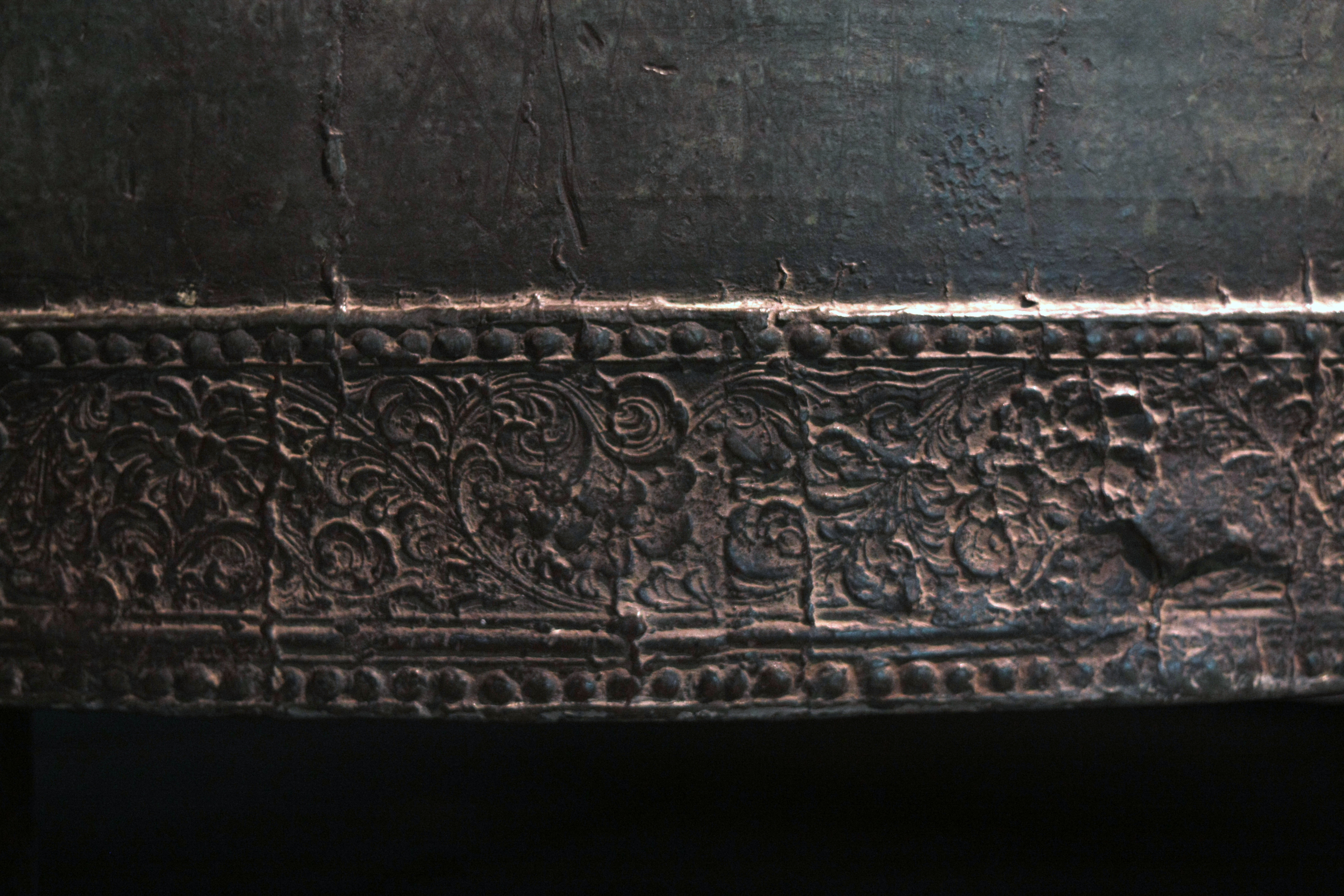
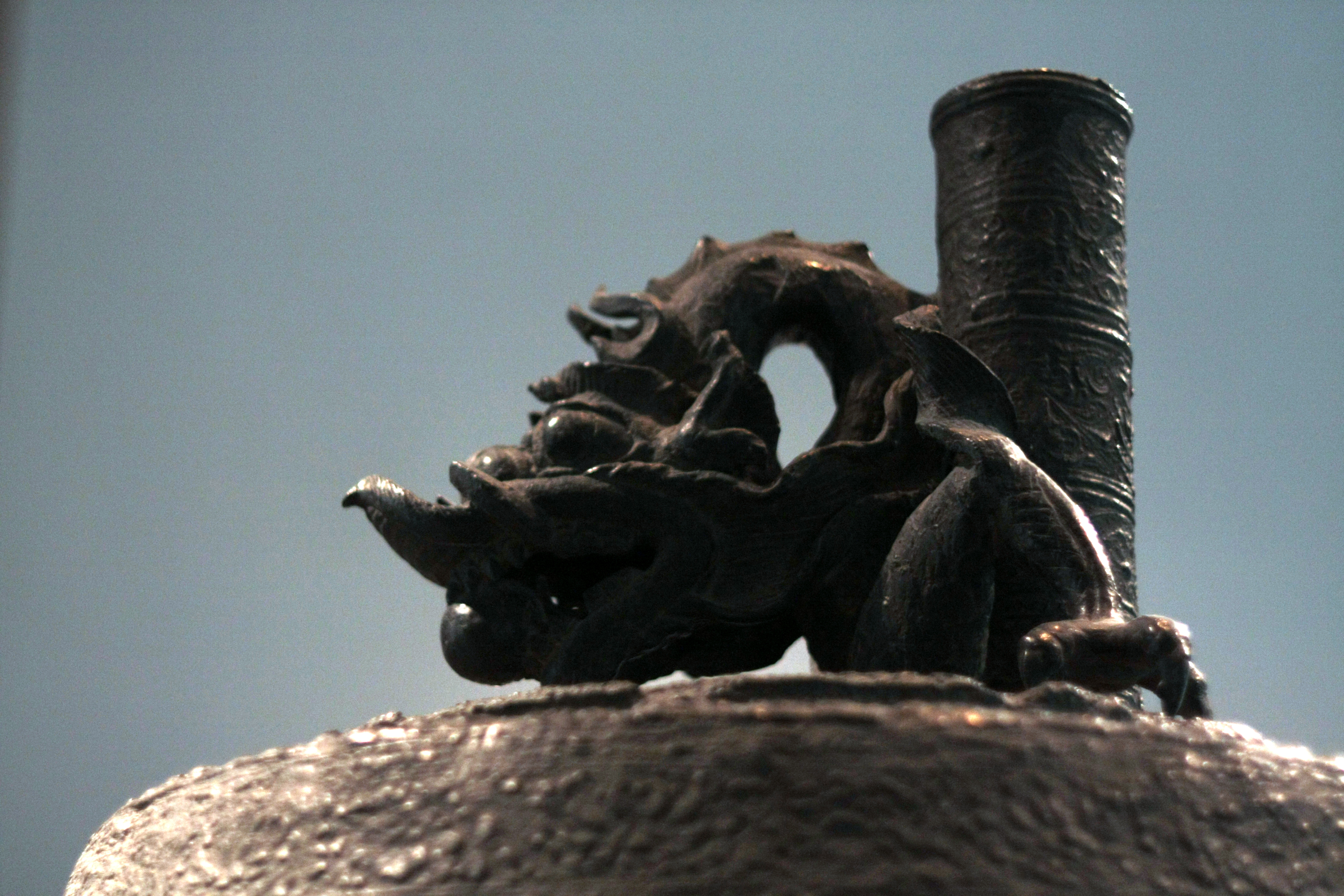